# اسکنبیل طبسی
اسکنبیل طبسی، اسکنبیل بال‌باریک (نام علمی: Calligonum stenopterum) نام یک گونه از سرده اسکنبیل است. این سرده در ایران ۱۲ گونه گیاه درختچه ای بیابانی دارد.